# Tetralonia siamensis
Tetralonia siamensis är en biart som beskrevs av Cockerell 1929. Tetralonia siamensis ingår i släktet Tetralonia och familjen långtungebin. Inga underarter finns listade i Catalogue of Life.